# Milan Gajić (fotbalist născut în 1996)
Milan Gajić (în sârbă Милан Гајић; n. la 28 ianuarie 1996) este un fotbalist sârb care joacă pe postul de fundaș dreapta pentru clubul sârb Steaua Roșie Belgrad.

## Cariera pe echipe

### Cariera timpurie
Născut în Vukovar, Gajić și-a petrecut copilăria în Pančevo. A început să practice fotbalul la vârsta de șase ani la grupele de juniori ale lui Dinamo Pančevo. Ulterior, a fost transferat la OFK Belgrad, făcându-și debutul la echipa mare în sezonul 2013-2014. Ulterior, Gajić a fost titular pentru două sezoane, jucând în 46 de meciuri în campionat și marcând patru goluri.

### Bordeaux
La 22 iulie 2015, Gajić a fost transferat de clubul francez Bordeaux, cu care a semnat un contract pe cinci ani. Transferul său la OFK Belgrad a costat-o pe Bordeaux 800.000 €. Inițial, Gajić a jucat puțin, fiind rezerva fundașului dreapta Youssouf Sabaly.

### Steaua Roșie Belgrad
În februarie 2019, s-a transferat la Steaua Roșie Belgrad, cu care a semnat un contract până pe 30 iunie 2022. A debutat pentru echipa sârbă într-un meci cu Voivodina câștigat de Steaua Roșie cu 4-0.

## Cariera la națională
Gajić a reprezentat Serbia la Campionatul European sub 19 ani din 2014, în care echipa sa a fost eliminată în semifinală de Portugalia. El a fost, de asemenea, component al echipei care a câștigat Campionatul Mondial U-20 din 2015.

## Statistici privind cariera
| Club          | Sezon         | Campionat | Campionat | Cupă    | Cupă   | Continental | Continental | Altele  | Altele | Total   | Total  |
| Club          | Sezon         | Meciuri   | Goluri    | Meciuri | Goluri | Meciuri     | Goluri      | Meciuri | Goluri | Meciuri | Goluri |
| ------------- | ------------- | --------- | --------- | ------- | ------ | ----------- | ----------- | ------- | ------ | ------- | ------ |
| OFK Belgrad   | 2013-2014     | 22        | 2         | 5       | 1      | 0           | 0           | -       | -      | 27      | 3      |
| OFK Belgrad   | 2014-2015     | 24        | 2         | 1       | 0      | 0           | 0           | -       | -      | 25      | 2      |
| OFK Belgrad   | Total         | 46        | 4         | 6       | 1      | 0           | 0           | 0       | 0      | 52      | 5      |
| Bordeaux      | 2015-2016     | 9         | 1         | 0       | 0      | 3           | 0           | 0       | 0      | 12      | 1      |
| Bordeaux      | 2016-2017     | 14        | 0         | 4       | 0      | 0           | 0           | 3       | 0      | 21      | 0      |
| Bordeaux      | 2017-2018     | 4         | 0         | 0       | 0      | 1           | 0           | 0       | 0      | 5       | 0      |
| Bordeaux      | 2018-2019     | 1         | 0         | 0       | 0      | 1           | 0           | 0       | 0      | 2       | 0      |
| Bordeaux      | Total         | 28        | 1         | 4       | 0      | 5           | 0           | 3       | 0      | 40      | 1      |
| Steaua Roșie  | 2018-2019     | 1         | 0         | 0       | 0      | 0           | 0           | -       | -      | 1       | 0      |
| Steaua Roșie  | Total         | 1         | 0         | 0       | 0      | 0           | 0           | 0       | 0      | 1       | 0      |
| Total carieră | Total carieră | 75        | 5         | 10      | 1      | 5           | 0           | 3       | 0      | 93      | 6      |

## Titluri
Steaua Roșie Belgrad
- Superliga Serbiei: 2018-2019

Serbia
- Campionatul Mondial FIFA U-20: 2015